# Atorella japonica
Atorella japonica is een schijfkwal uit de familie Atorellidae. De kwal komt uit het geslacht Atorella. Atorella japonica werd in 1981 voor het eerst wetenschappelijk beschreven door Kawaguti & Matsuno. 